# Castle, Swansea
Castle är en community i Storbritannien.   Den ligger i kommunen Swansea och riksdelen Wales, i den södra delen av landet, 260 km väster om huvudstaden London.
Castle täcker större delen av Swansea centrala delar med bland annat slottsruinen Swansea Castle. 
Den 5 maj 2022 överfördes en del av Castle till den nybildade communityn Waterfront.